# Hollyhock House

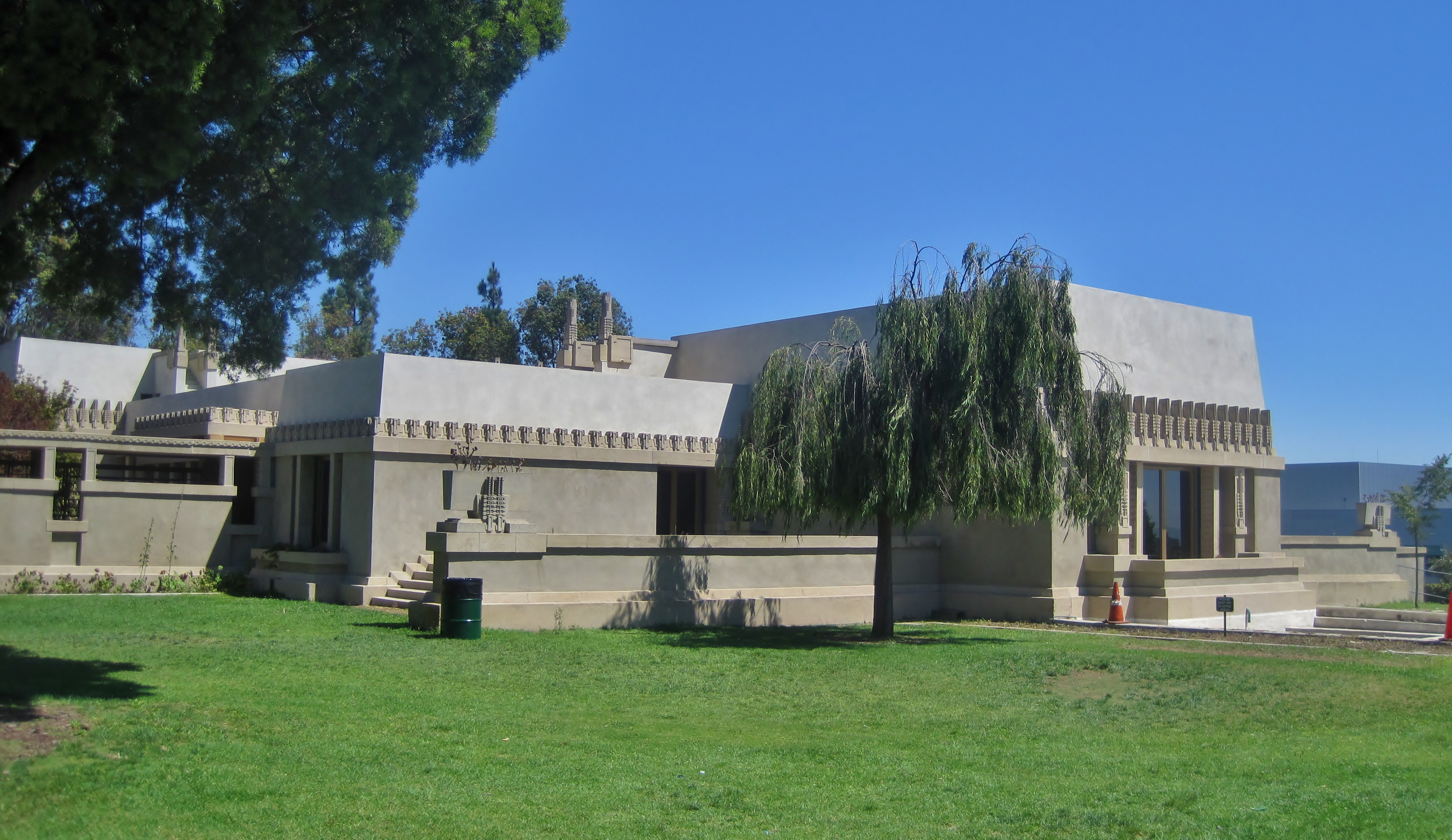
Hollyhock House

Das Aline Barnsdall Hollyhock House in East Hollywood (Los Angeles) wurde von Frank Lloyd Wright als Wohnhaus für Aline Barnsdall, die architekturbegeisterte und unkonventionelle Erbin eines Ölvermögens, geplant und 1919–1921 errichtet. Das Gebäude ist aktuell das Herzstück des Barnsdall Art Park und ein Architekturdenkmal.

## Geschichte
Das Gebäude, Wrights zweites in Kalifornien verwirklichtes Projekt, sollte ursprünglich Teil eines größeren Theater- und Kunstkomplexes werden. Da Wright zur Zeit der Umsetzung des Projekts mit dem Entwurf des Imperial Hotel in Japan beschäftigt war, konnte er die Arbeiten nicht selbst begleiten und übertrug die Ausführung weitgehend seinem Assistenten, Rudolph Schindler, und seinem Sohn, Lloyd Wright.
Barnsdall, von den ständig steigenden Kosten für Errichtung und Unterhalt des Hauses sowie von verschiedenen, das Bewohnen des Hauses unpraktisch machenden Aspekten negativ überrascht, übertrug es 1927 der Stadt Los Angeles unter der Bedingung, dass es für die folgenden 15 Jahre dem California Art Club als Hauptquartier dienen sollte; dies war dann auch bis 1942 der Fall. Über die Jahre hinweg diente das Haus als Kunstgalerie und als Einrichtung der United Service Organizations (USO). Am 6. Mai 1971 wurde Hollyhock House als Baudenkmal in das National Register of Historic Places aufgenommen. Ab 1974 finanzierte die Stadt verschiedene Restaurierungsmaßnahmen; allerdings wurde das Gebäude beim Erdbeben von 1994 in Mitleidenschaft gezogen. Nach einer ersten Restaurierung wurde es im Juni 2005 wieder der Öffentlichkeit zugänglich gemacht, nur um wenige Jahre später wegen verschiedener Probleme wieder geschlossen zu werden; am 13. Februar 2015 wurde es dann, originalgetreu restauriert, wieder eröffnet. Dabei war der Andrang so groß, dass viele Besucher stundenlang anstehen mussten.

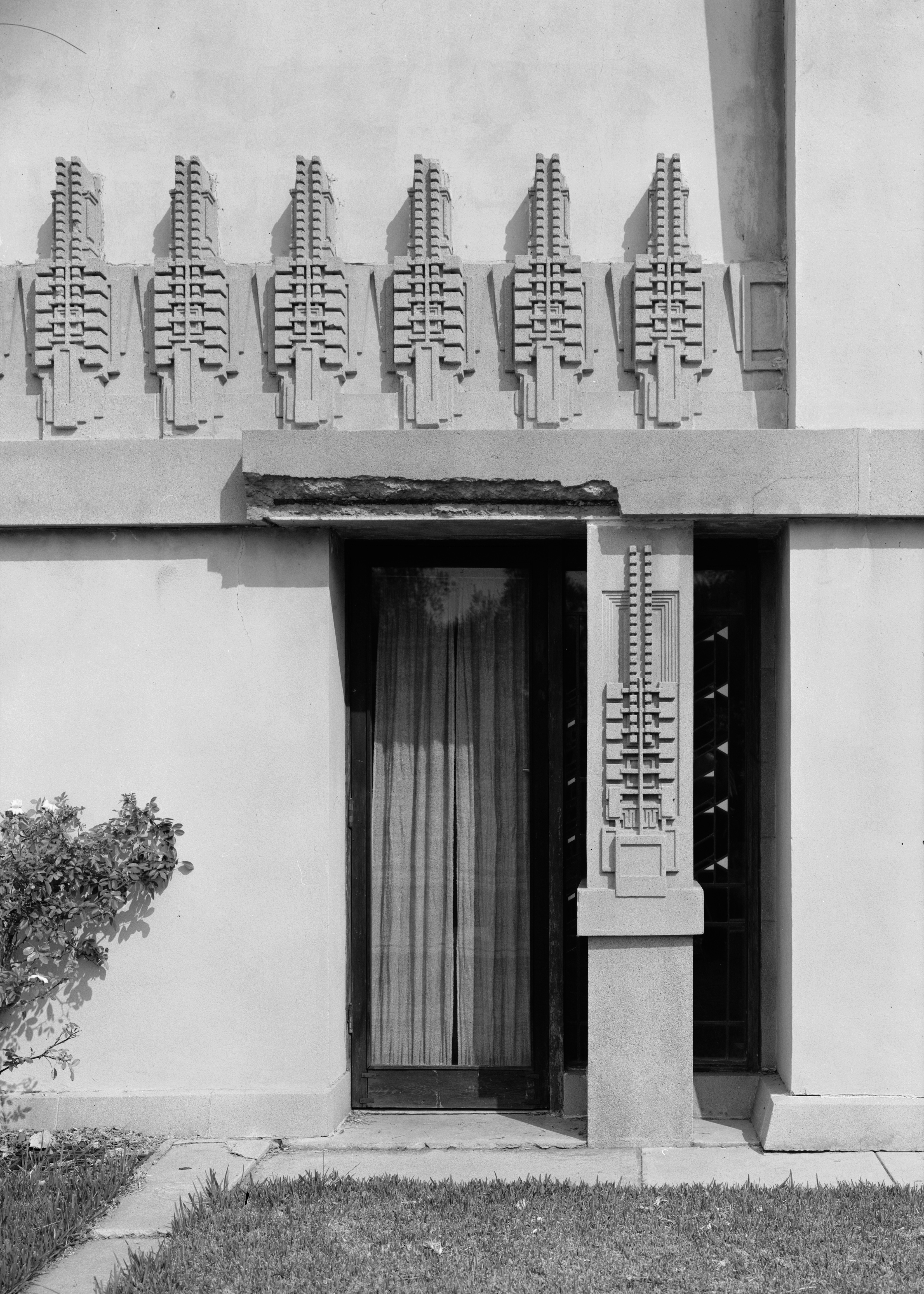
Detail am südwestlichen Zugang

1989 wurde das Haus bei den Filmarbeiten zu Cannibal Women in the Avocado Jungle of Death als Tempel der Piranha-Frauen benutzt.
Das U.S. Department of the Interior erklärte das Hollyhock House 2007 zur National Historic Landmark. Es erhielt diese Auszeichnung als siebter Ort innerhalb der Stadt Los Angeles.
2008 wurde das Hollyhock House, zusammen mit anderen von Frank Lloyd Wright entworfenen Gebäuden, auf die Liste der Anwärter für den Status als Weltkulturerbe aufgenommen.
Bei einer Umfrage der Los Angeles Times im Dezember 2008 wurde das Gebäude in die Liste der "Top Ten" der Gebäude in Los Angeles aufgenommen.

## Gebäude und Gelände

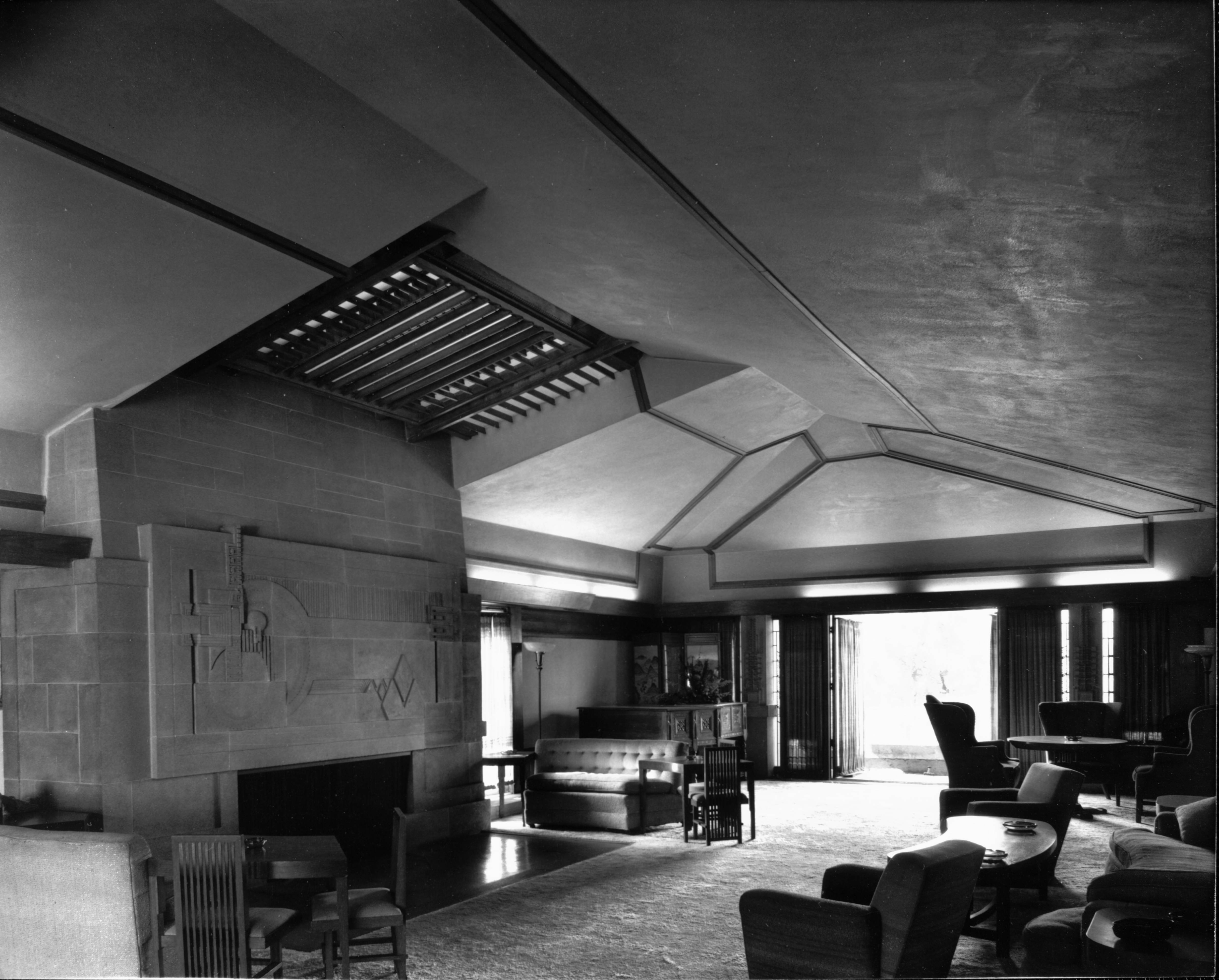
Innenansicht, 1921

Das Haus weist ein "introvertiertes" Äußeres mit kleinen Fenstern auf, was es schwierig macht, die Anlage des Inneren von außen zu entschlüsseln. Es wirkt rätselhaft und ist um einen zentralen Innenhof herum konstruiert, dessen eine Seite offen steht und so eine Art Amphitheater bedingt. Die Außenwände sind um 85 Grad nach hinten abgewinkelt, eine deutliche Anspielung an die Maya-Architektur. Dank der begünstigten Lage ergibt sich von der Dachterrasse ein guter Blick auf die Stadt Los Angeles.
Die massiven Vordertüren sind auf Stifte aufgesetzt und lassen sich so, trotz ihres großen Gewichts, leicht bewegen.
Im Inneren experimentiert Wright mit offenen Linien und Übergängen, die zuweilen an die japanische Architekturtradition erinnern. Direkt rechts neben dem Hauseingang befindet sich ein "Entertainment Room", der eines der ersten oder das erste integrierte "Entertainment Center" der Geschichte bietet, wobei auf Bodenhöhe Einlassungen in Schallplattengröße umgesetzt wurden.
Das zentrale Motiv des Gebäudes, die Stockrose (Hollyhock), ist als Ornament an vielen Stellen zu finden; auch die Kunstfenster zeigen solche hoch abstrahierten Pflanzenmuster. Den Namen des Gebäudes wählte die Auftraggeberin, Aline Barnsdale, nach ihrer Lieblingsblume.
Wie viele Entwürfe von Wright ist auch dieses letztlich von höherem ästhetischem als praktischem Wert. So haben sich die flachen Dachterrassen als Regenfallen erwiesen, und der benutzte Beton als wenig erdbebensicher.
Die Friends of Hollyhock House (FOHH) bieten aktuell Führungen durch das Gebäude an und unterhalten auch eine kleine Forschungsbibliothek mit Büchern und Artikeln zu Frank Lloyd Wright und Aline Barnsdall.

## Bildergalerie

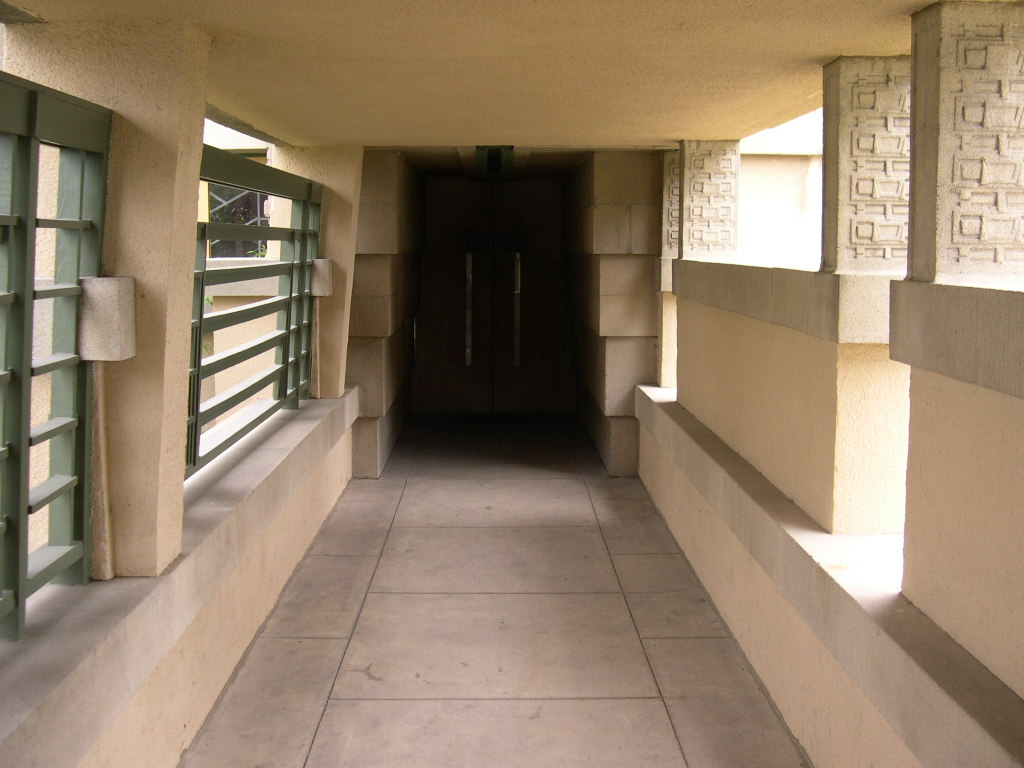
Tunnelartiger Zugang
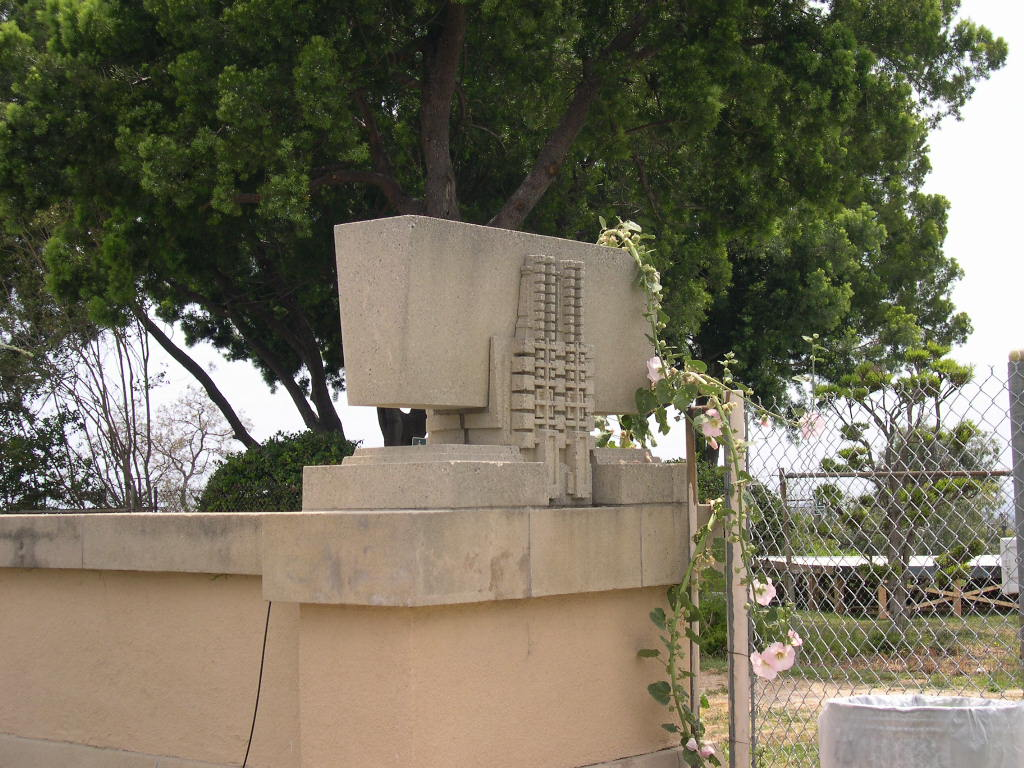
Hollyhock-Zierelemente
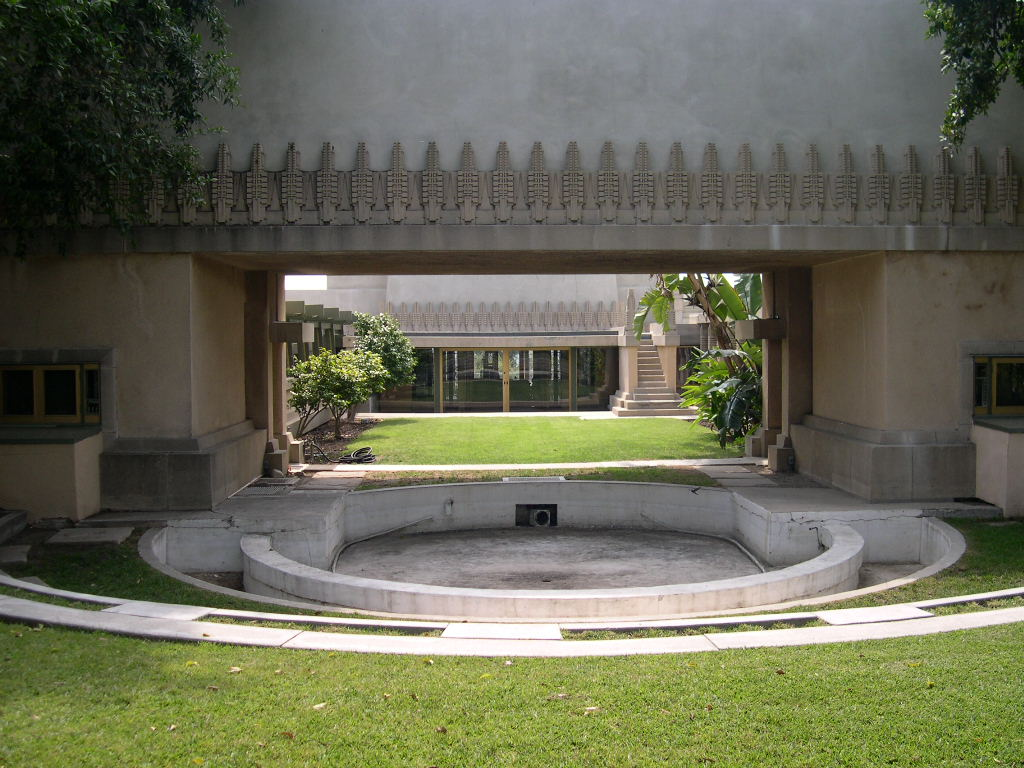
Blick über den Pool, dahinter der zentrale Innenhof und das Wohnzimmer
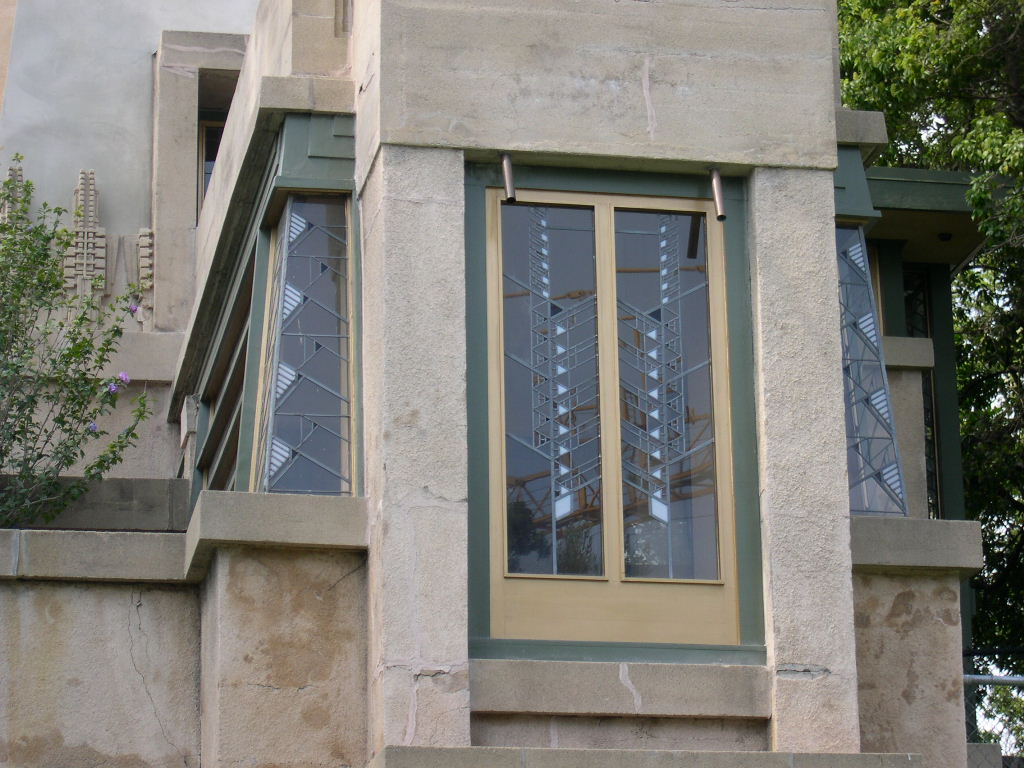
Glasdesign mit Hollyhock-Motiv
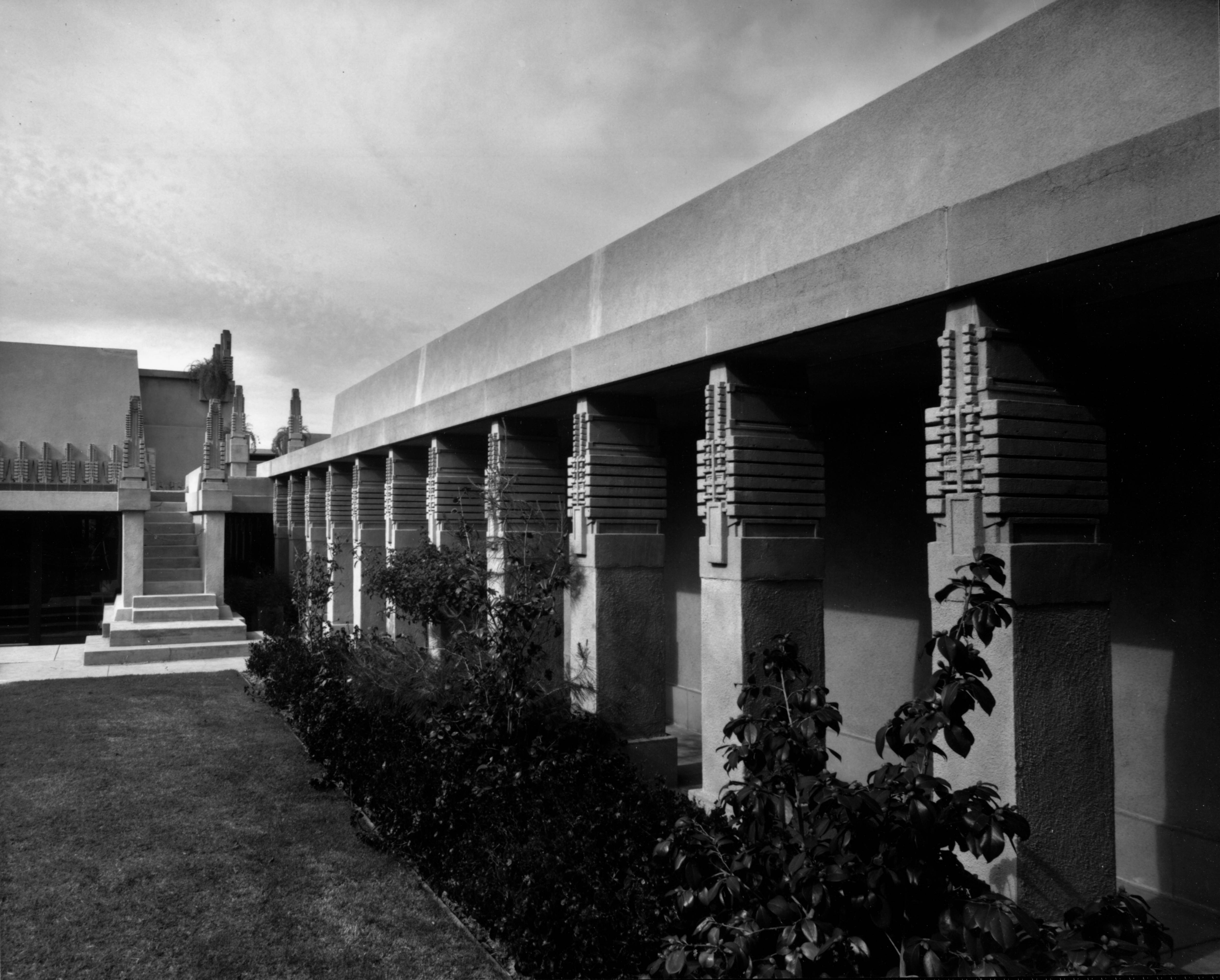
Außenansicht, 1921
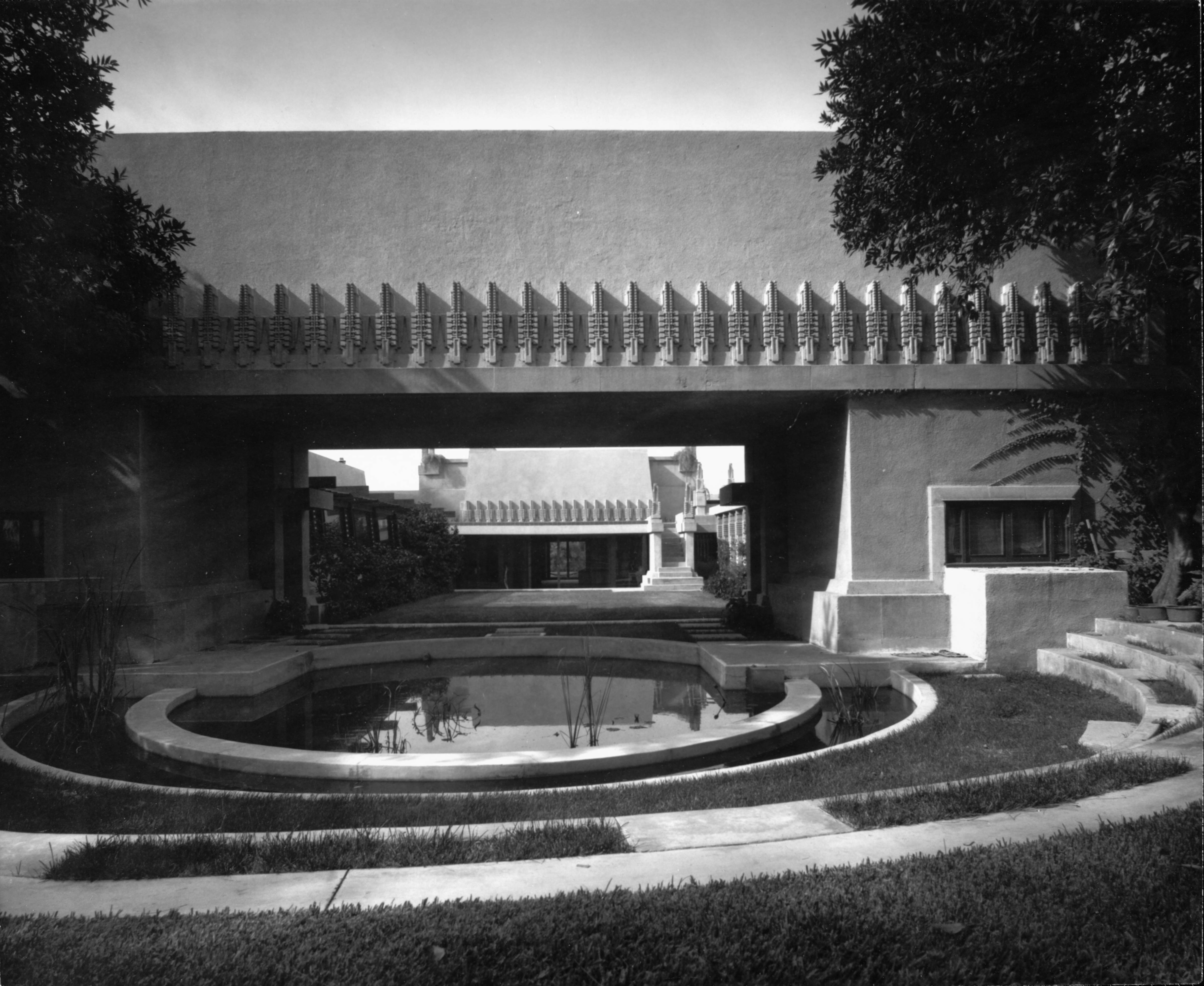
Außenansicht, 1921
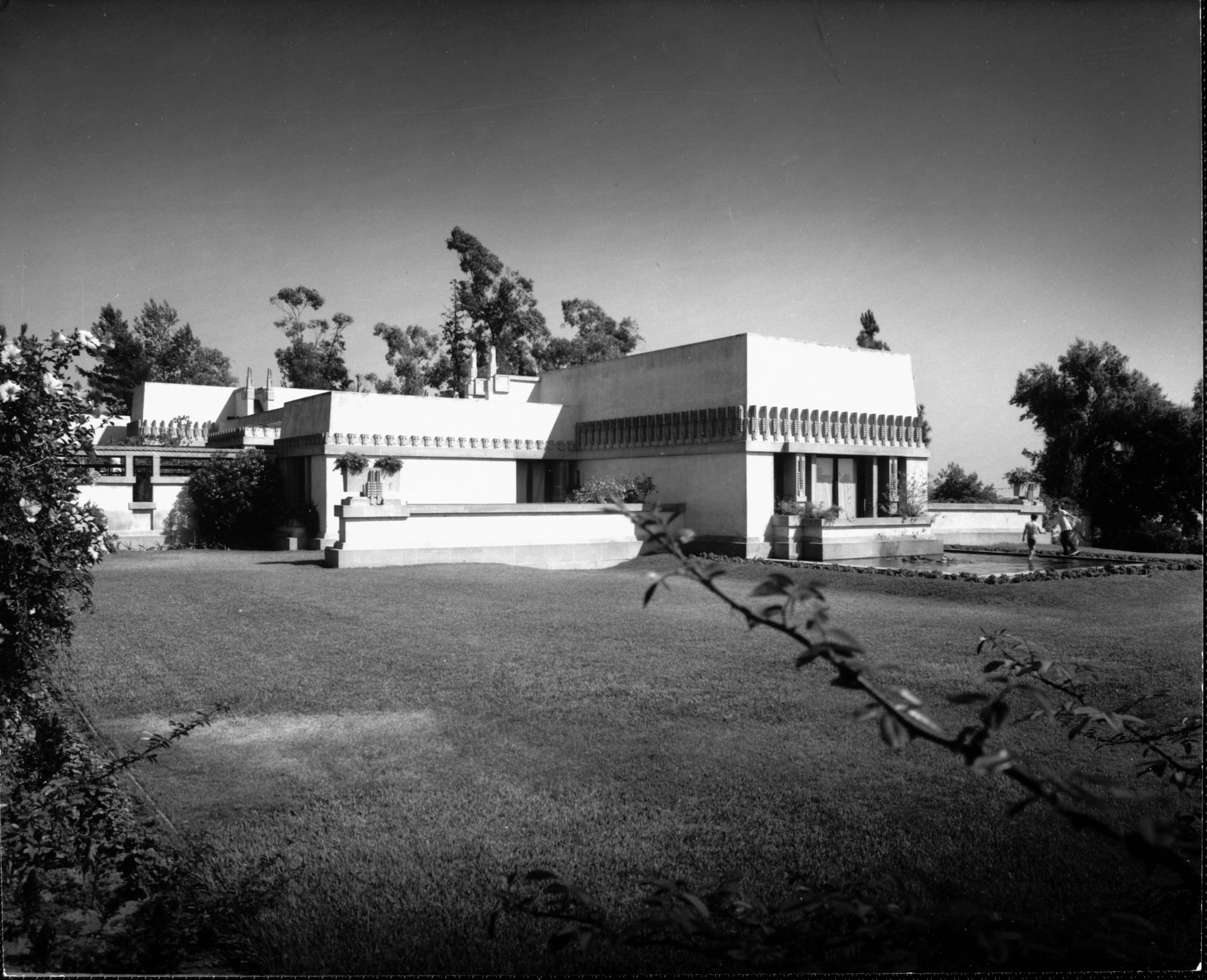
Außenansicht, 1921
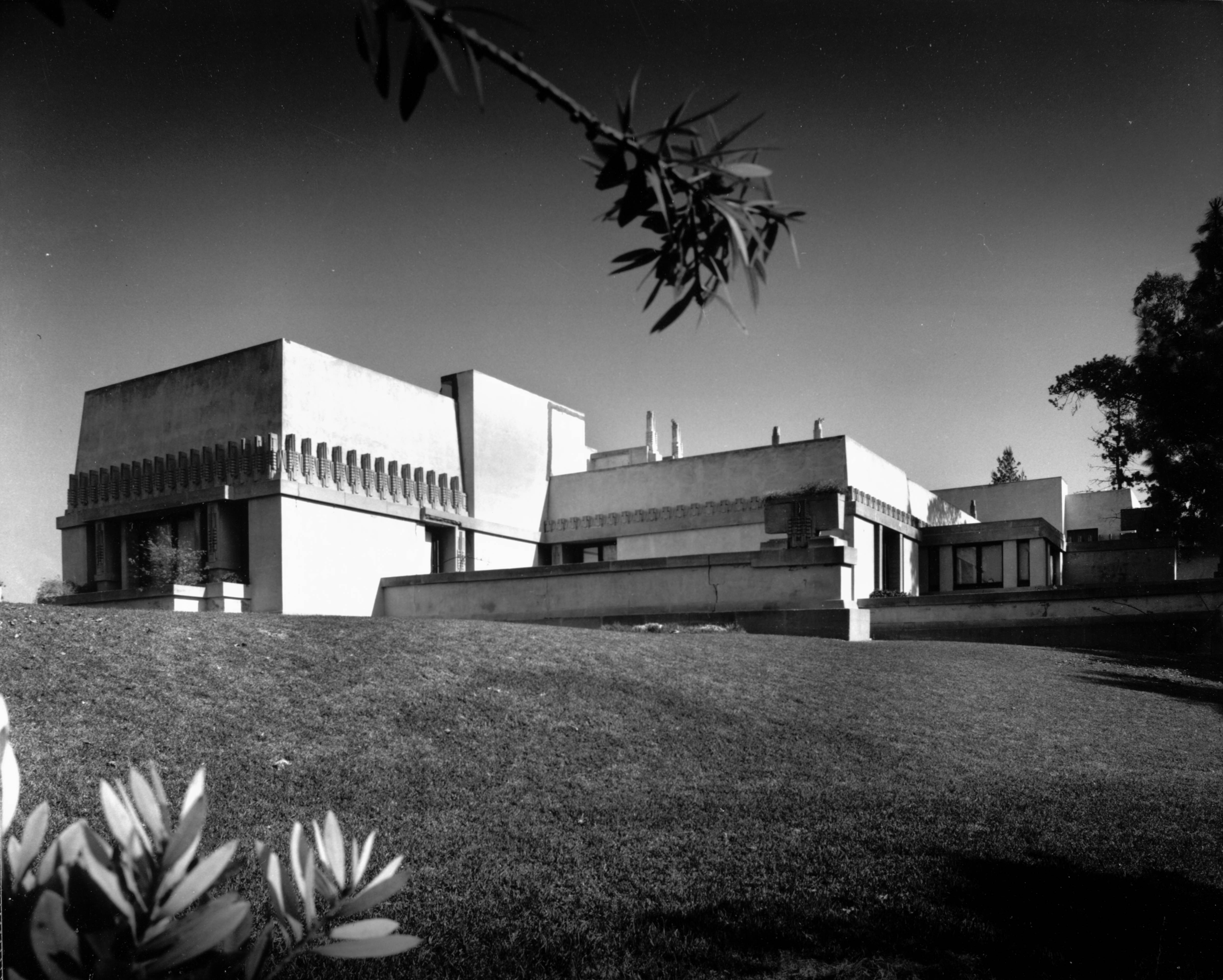
Außenansicht, 1921
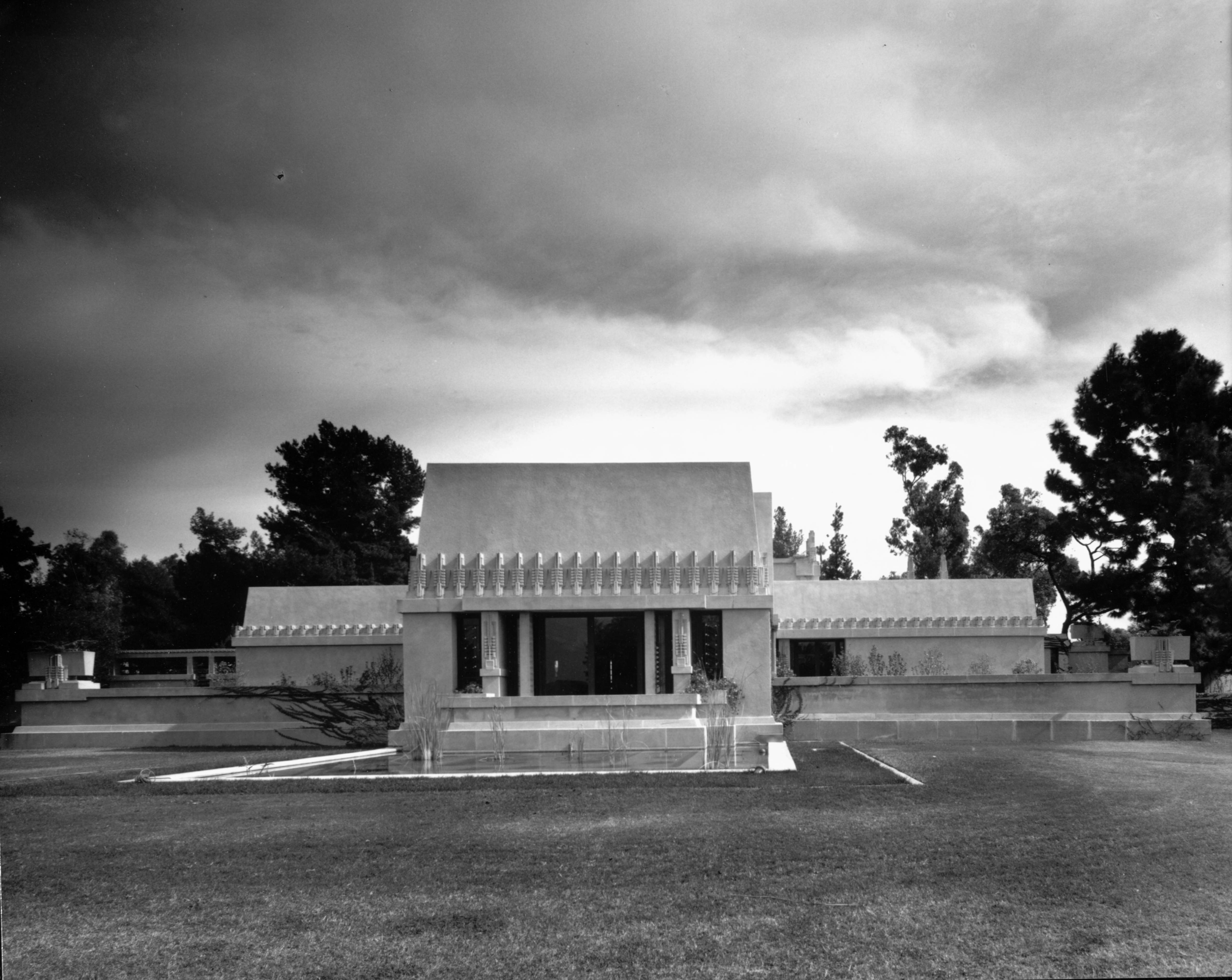
Außenansicht, 1921
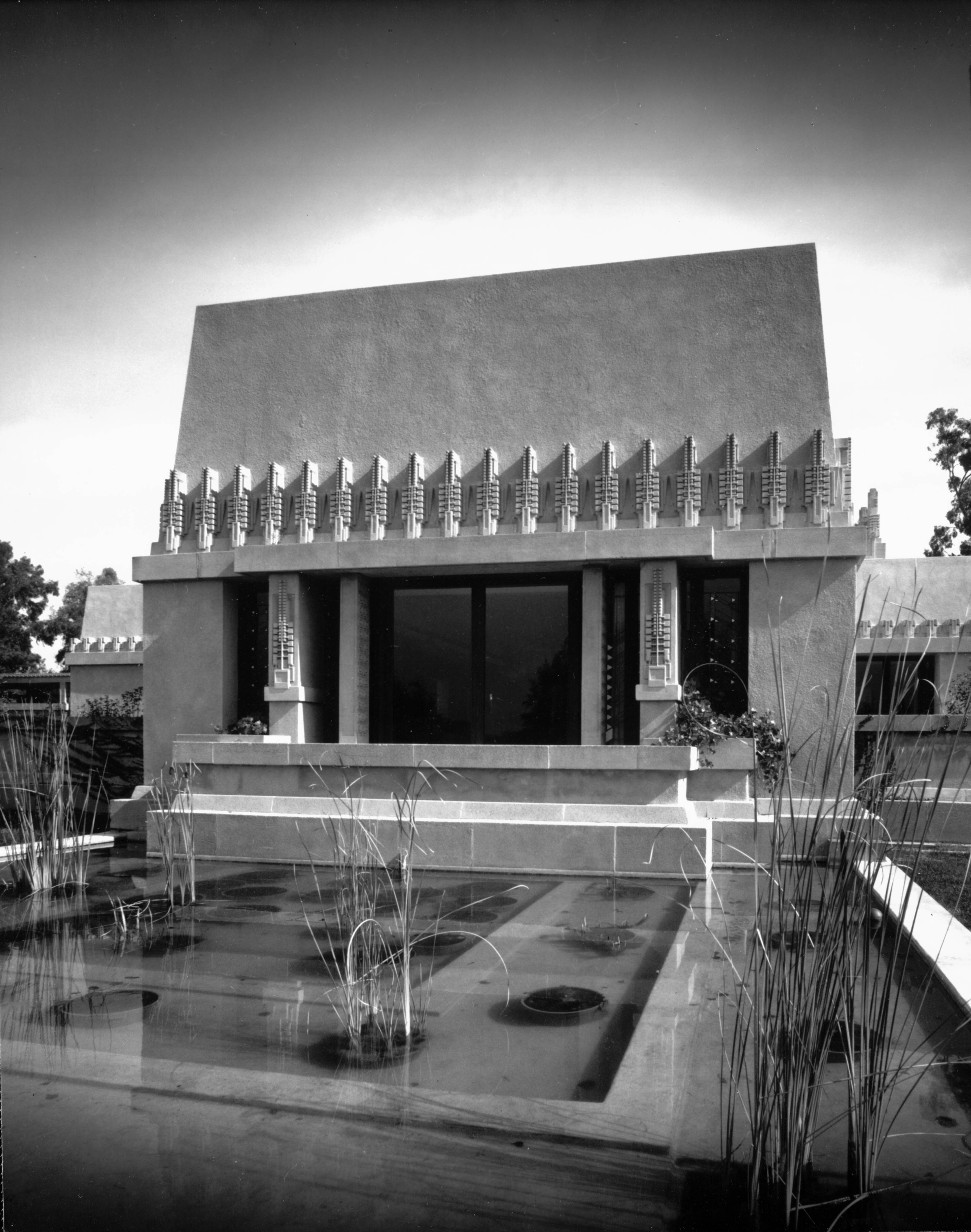
Außenansicht, 1921